# Ulee Barat (Lhoksukon)
Ulee Barat is een bestuurslaag in het regentschap Aceh Utara van de provincie Atjeh, Indonesië. Ulee Barat telt 328 inwoners (volkstelling 2010).